# Robert Mareković
Robert Mareković (Zagreb, 22. listopada 1971.) je hrvatski glazbenik, televizijski glumac, radijski i TV voditelj te novinar.

## Karijera

### HTV i Fantomi
Odrastavši u Novom Zagrebu, osnovnu školu je završio u Travnom. Preko roditeljskih ploča zavolio je glazbu koju su izvodili Fats Domino, Hollies, Beatles i naravno Elvis Presley.
Prvi nastup imao je 1986. na školskoj božićnoj priredbi Upravne srednje škole koju je pohađao. Pjevao je Fever, Blue moon i Maybe baby, a prvi profesionalni nastup imao je sa svojom matičnom grupom Rockin' Kids, 13. prosinca 1987.g. u klubu KSET.
U proljeće 1988. s Krešimirom Mišakom osniva grupu Voodoo Cats, a već godinu dana kasnije grupa mijenja ime u Fantomi. Iste godine radi kao DJ na kultnom programu Blue moon  u klubu Kulušić. Godine 1989. Fantomi objavljuju svoj prvi promo singl Beba, bebica. Dana, 8. ožujka 1990. grupa objavljuje album prvijenac pod nazivom Veliki odmor s hitovima Dudica, Pivo, konjak, štok, Kraljica, Bijeli cadillac.  
Tijekom Domovinskog rata, Fantomi su odsvirali 200-injak dobrotvornih nastupa, a 1992.g. izlazi im drugi album Sretan rođendan s hitovima Sretan rođendan, Slomit ću ti srce, Ritam kiše i Pepermint. Krajem iste godine snimaju najizvođeniju i najobrađivaniju hrvatsku božićnu pjesmu Sretan Božić svakome. 
Godine 1990. Mareković je dobio mjesto voditelja u dječjoj emisiji Dobro jutro Hrvatske televizije, no, zbog početka rata druga sezona je otkazana. Vraća se u dječji program HRT-a 1993., i vodeći emisiju Hrtić-hitić ostaje ondje još godinu dana. Godine, 1993. Fantomi objavljuju posljednji album, Planeta majmuna s uspješnicama Pidžama mama i Irena, laku noć. Godinu dana kasnije, nakon posljednjeg singla Ima nešto u tvojim očima, grupa se razilazi zbog glazbenoga razmimoilaženja. Godine 2005. nakratko je obnovio grupu Fantomi kako bi održali dva nastupa, te snimili novi singl nakon 11 godina apstinencije. Singl se zvao Stari saksofon i pojavio se na kompilaciji Fantomi – zlatna kolekcija. Tijekom 2010.-tih, Fantomi se redovito okupljaju jednom godišnje kako bi održali koncert u vrijeme adventa. Pjesma "Sretan rođendan" pojavila se u seriji "Područje bez signala" 2022. godine.

### Hrvatski radio i grupa Swingers
Godine 1995., po prvi puta Robert se oprobao u radijskim vodama; nakratko bilo je to na Radio Sljemenu te na Radiju Velika Gorica, da bi od siječnja 1998. započeo s vođenjem glazbenih autorskih emisija na 2. Programu Hrvatskog radija, što radi i danas. Prva emisija zvala se Povratak u budućnost i još uvijek se emitira četvrtkom u terminu od 20 sati. Za ovu emisiju Mareković je dobio prestižnu nagradu Večernjakova ruža koju dodjeljuje Večernji List. Vodio je i emisije Noć Plavoga Mjeseca i Radio Fonograf, te emisiju Dolcevita koja se 15 godina emitirala na Drugom programu Hrvatskog radija, a od 2019. godine prelazi na Radio Sljeme. 2024. nominiran je ponovo za nagradu Večernjakova ruža, ovaj put za emisiju "Dolcevita".
Nakon nekoliko samostalnih singlova, Mareković objavljuje album pod imenom Robert i Fantomi, no, u postavi bez ijednog člana originalne grupe. Album se zvao Iza zatvorenih vrata. 1999. inspiriran velikim povratkom swinga u Americi, osniva grupu Swingers. Grupa Swingers u svom je glazbenom repertoaru, po uzoru na svoje američke idole (Elvisa Presleyja, Franka Sinatru, Deana Martina, Louisa Primu) pomirila glazbene stilove poput: swinga, jivea, rockabillyja, twista, koketirajući i s latino ritmovima. 
Tijekom desetogodišnjeg postojanja Swingersi su u biografiju grupe upisali nastupe u devet europskih zemalja (Njemačka, Austrija, Švicarska, Slovačka i dr.), od kojih je posebno bio značajan nastup u organizaciji European Broadcasting Union, tijekom Europskog nogometnog prvenstva, 2008. u Švicarskoj, točnije u Ženevi. Nikako ne treba zaboraviti spomenuti ni danas već dvadesetogodišnji novogodišnji angažman u najprestižnijem bavarskom hotelu Bayerischer Hof. 2008. godine grupa Swingers osvojila je hrvatsku glazbenu nagradu Porin za album Samo jednom se ljubi – tribute to Ivo Robić u kategoriji Najbolji album zabavne glazbe. Swingers su također u zagrebačkoj dvorani Tvornica održali dva koncerta koja je prenosila nacionalna televizija. U ljeto 2021. Swingersi u suradnji s grupom Gelato Sisters objavljuju singl "Bikini" koji postaje hitom na nacionalnoj top ljestvici. Grupa se također pojavljuje u dvije epizode popularne serije "Dnevnik velikog Perice" 2021.
Povodom 100.rođendana Ive Robića objavljuju virtualni duet s našim velikanom u pjesmi "Srce, laku noć" koja dolazi na 4.mjesto Nacionalne službene top ljestvice, što su ponovili i krajem te 2023., popevši se na isto 4.mjesto ljestvice s pjesmom "Čuvaj me, pazi me", gost je ovaj put bio Neno Belan.   
Iste godine objavljuju i album "Zapleši twist", koji je oda domaćim izvođačima, kao gost pojavljuje se i Drago Diklić, a za isti dobivaju nagradu Porin u kategoriji Najbolji album zabavne glazbe. Grupa je također primila poziv da se pojavi i u 2.sezoni serije "Dnevnik velikog Perice".
Tijekom novog milenija Robert Mareković bavi se i glazbenim novinarstvom, pisao je za Večernji list, Koox, Polet, Aquarius Records, da bi početkom 2012. počeo pisati redoviti blog srijedom na internet stranici vecernji.hr. Godine 2020. počeo je pisati i za stranicu Glasa Hrvatske.  
2007. i 2011. godine glumio je u dvije hrvatske sapunice Zabranjena ljubav te Dnevnik plavuše, dok 2020. glumi u kratkometražom filmu "Interview".

### Las Vegas Show
Grupa Swingers, u suradnji s kućom RTL Music, pokrenula je Las Vegas Show. Las Vegas Show je dinamični koncert/predstava koja je bazirana na tradiciji američkog show businessa. Show se sastoji od plesačica, swing plesnih parova, akrobata, vatrometa, uz korištenje video wall-a, dok je glazbena podloga bazirana na repertoaru grupe Swingers. Inicijalni nastup dogodio se u prepunoj zagrebačkoj Laubi 30. ožujka 2019. godine.

### Suradnje
Kroz dugogodišnju karijeru, Mareković je diskografski surađivao s mnogim našim eminetnim imenima, prvenstveno kroz djelovanje u grupi Swingers. 
Kompletan popis slijedi:
Ivo Robić, Oliver, E.N.I., Danijela Večerinović, Massimo, Ivana Kindl, Nina Badrić, Tedi Spalato, Davor Gobac, Marko Tolja, Kristijan Beluhan, Miro Ungar, Zdenka Kovačiček, Gabi Novak, Rivers, Mirko Fodor, Zoran Predin, Iva Visković, Maja Posavec, sestre Husar, Suzana Horvat, El Nino, Vlatka Pokos, Ivana Starčević, Feminem, Šajeta, Duško Jeličić, Mildreds. Drago Diklić, Neno Belan.

### DJ karijera
Tijekom dugogodišnje DJ karijere, puštao je glazbu u kultnim klubovima kao što su bili Kulušić, Lapidarij, Gjuro, Pepermint, a i danas ga možete slušati na mjestima kao što su: Mojo bar, Johann Franck, La Bodega, Kic. Nastupao je na festivalima kao što su Dolcevita i Vintage Zagreb, te na jazz festivalu u Münchenu. Poznat je po svom eklektičnom repertoaru koji miješa hitove od 50-tih do ranih 80-tih godina.  

## Diskografija

### Albumi
- Veliki odmor 1990., Jugoton
- Sretan rođendan 1992., Croatia Records
- Planet majmuna 1993., Orfej
- Iza zatvorenih vrata 1997., Croatia Records

### Singlovi
- Beba, bebica 1989.
- Duda 1990.
- Sretan rođendan 1992.
- Pepermint 1992.
- Sretan Božić svakome 1992.
- Piđama mama 1993.
- Irena, laku noć 1993.
- Ljubi, ljubi me feat. Vlatka Pokos 1993.
- Viva Las Vegas 1994.
- Ima nešto u tvojim očima 1994.
- Stari Saksofon 2005.
- Novi bijeli Cadillac 2014.

### Samostalno
- Udahni me 1995.
- Gorim 1996.
- Kucaš mi u grudima 1996.
- Ljubi me polako 1997.

### Albumi
- Let's dance with Swingers 2001., Dinaton
- Rewind 2005., Aquarius Records
- Samo jednom se ljubi 2007., Aquarius Records
- Ljubav i moda - povratak u 60-te 2009., Aquarius Records
- Live in Zagreb 2010., Aquarius Records
- Božićna ekstravaganca 2013., Dallas Records

### Singlovi
- I wanna be like you 2000.
- Americano feat. Mirko Fodor 2001.
- Sve gradske bitange 2003.
- Don't worry be happy feat. E.N.I. 2004.
- Marina 2005.
- Pivo, konjak, štok 2005.
- Šesnaest tona 2006.
- Jabuke i trešnje feat. Ivo Robić 2006.
- Reci da me voliš 2007.
- Tvoja ruka mala feat. Ivana Starčević 2007.
- Osmjeh feat. Marko Tolja 2009.
- Dok razmišljam o nama 2009.
- Prolazi sve feat. Tedi Spalato 2009.
- Iza zatvorenih vrata 2010.
- Ako jednog dana odeš 2010.
- Vojnik ljubavi 2012.
- Ljuljaj me nježno feat. Ivana Kindl 2013.
- Dragi Santa 2013. Hrvatska top lista #40
- Dok traje ljeto feat. Danijela Večerinović 2015. Hrvatska top lista #21
- Dam dam 2015.
- Slomi me polako 2016.
- Ti traži ljubav, ti pruži ljubav 2017.
- Hebem ti 2017.

- Ne čekaj sunce 2018.
- Sve gradske bitange 2019.
- Don't worry be happy 2020 feat. E.N.I. 2020.
- Bikini feat. Gelato Sisters 2021. Hrvatska top lista #20
- Centimetar il' dva feat. Neda Parmać 2021.
- Kao ti 2022. Hrvatska top lista #31
- Srce, laku noć feat. Ivo Robić Hrvatska top lista #4 2023.
- Ljubavi moja (Mia Bella) 2023.
- Čuvaj me, pazi me feat. Neno Belan #4 Hrvatska top lista 2023.

### Avionas
- Gina 2018.
- Ti si ta 2019.

### Kompilacije
- Robert i Fantomi – Greatest Hits 1997., Croatia Records
- Fantomi – Zlatna kolekcija 2005., Croatia Records
- robert.marekovic@fantomi-swingers.hr 2011., Aquarius Records

## Nagrade
- "Porin" (2008.) za album Samo jednom se ljubi tribute to Ivo Robić
- "Večernjakova ruža" (2020.) za najbolju radijsku emisiju Povratak u budućnost
- "Porin" za najbolji album zabavne glazbe "Zapleši twist" 2024.
- Nagrada "Simply the best" za projekt Ivo Robić 100 koju dodjeljuju Udruga hrvatskih putničkih agencija i Turistička burza Put

## Vanjske poveznice
- službena stranica  Arhivirana inačica izvorne stranice od 7. svibnja 2009. (Wayback Machine)